# منتخب تشيلي للكريكت
منتخب تشيلي الوطني للكريكت (بالإسبانية: Selección de críquet de Chile)‏ هو ممثل تشيلي الرسمي في المنافسات الدولية في الكريكت .